# High Resolution Stereo Camera

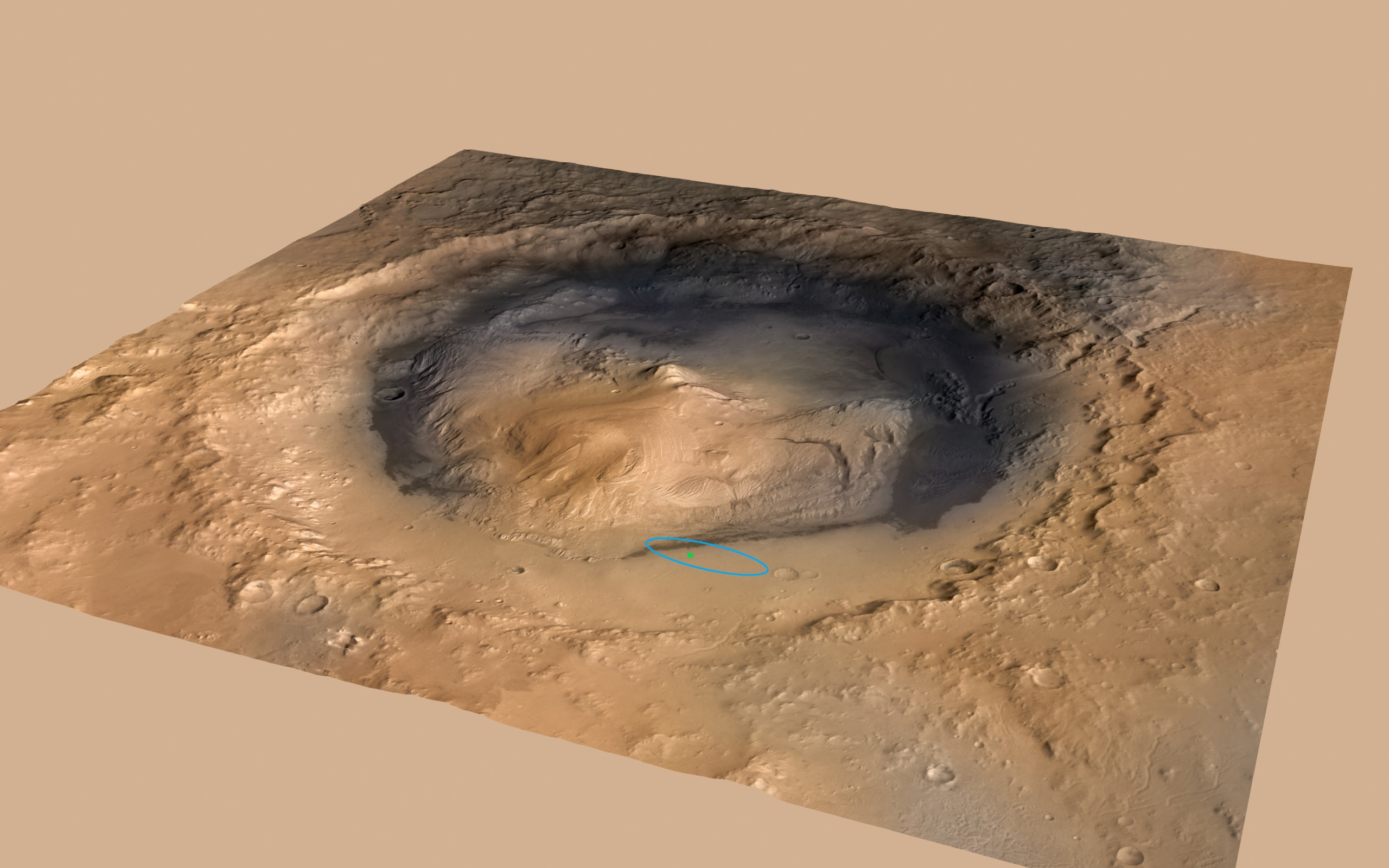
Le cratère Gale, où Curiority s'est posé (en vert), image composée entre autres avec des données de la HRSC.

La High Resolution Stereo Camera (HRSC) est une caméra sur la sonde spatiale Mars Express produisant des images en 3D en couleur en haute résolution (de 10 mètres par pixel pouvant aller jusqu'à 2 mètres par pixel). 
Elle est fabriquée par l'Université libre de Berlin et la DLR. HRSC cartographie la surface de Mars. Par stéréographie, la caméra est également capable de fournir des données topographiques et ainsi permettre la réalisation de Modèles Numériques de Terrain (MNT) avec une  précision supérieure à celle de Mola, le laser altimètre américain embarqué sur MGS. À une altitude de 250 km de Mars, SRC produit des images de 2.3 mètres/pixel de 2,35 km² de terrain martien. 
Une version pour la Terre, nommée HRSC-AX, ainsi qu'une version pour la mission défaillante Mars 96 ont été développées.